# Относительный слух
Относи́тельный слух, или интерва́льный слух, — способность помнить разницу в высоте звуков. Эта важнейшая составляющая музыкального слуха даёт музыканту возможность определять интервалы — то есть частотные отношения между нотами в мелодии, гармонических интервалах и аккордах. Для равномерно темперированного строя музыкальных инструментов, принятого с начала XVIII века, отношение частот двух любых нот составляет {\displaystyle 2^{N/12}}, где {\displaystyle N} — число полутонов между данными нотами.
Развитие относительного слуха входит в обязательную программу профессиональной подготовки музыканта, этим занимается дисциплина сольфеджио. Относительный слух включает в себя умение распознавать мелодические интервалы, то есть «расстояния» (в числе полутонов) между последовательно воспроизводимыми нотами, а также гармонические интервалы и аккорды, то есть «расстояния» между одновременно звучащими нотами. Распознать сами ноты, а не интервал, однако, способны только обладатели врожденного абсолютного слуха; это полезное качество, но для многих видов музыкальной деятельности менее важное, чем относительный слух.